# Boswachterij Dorst

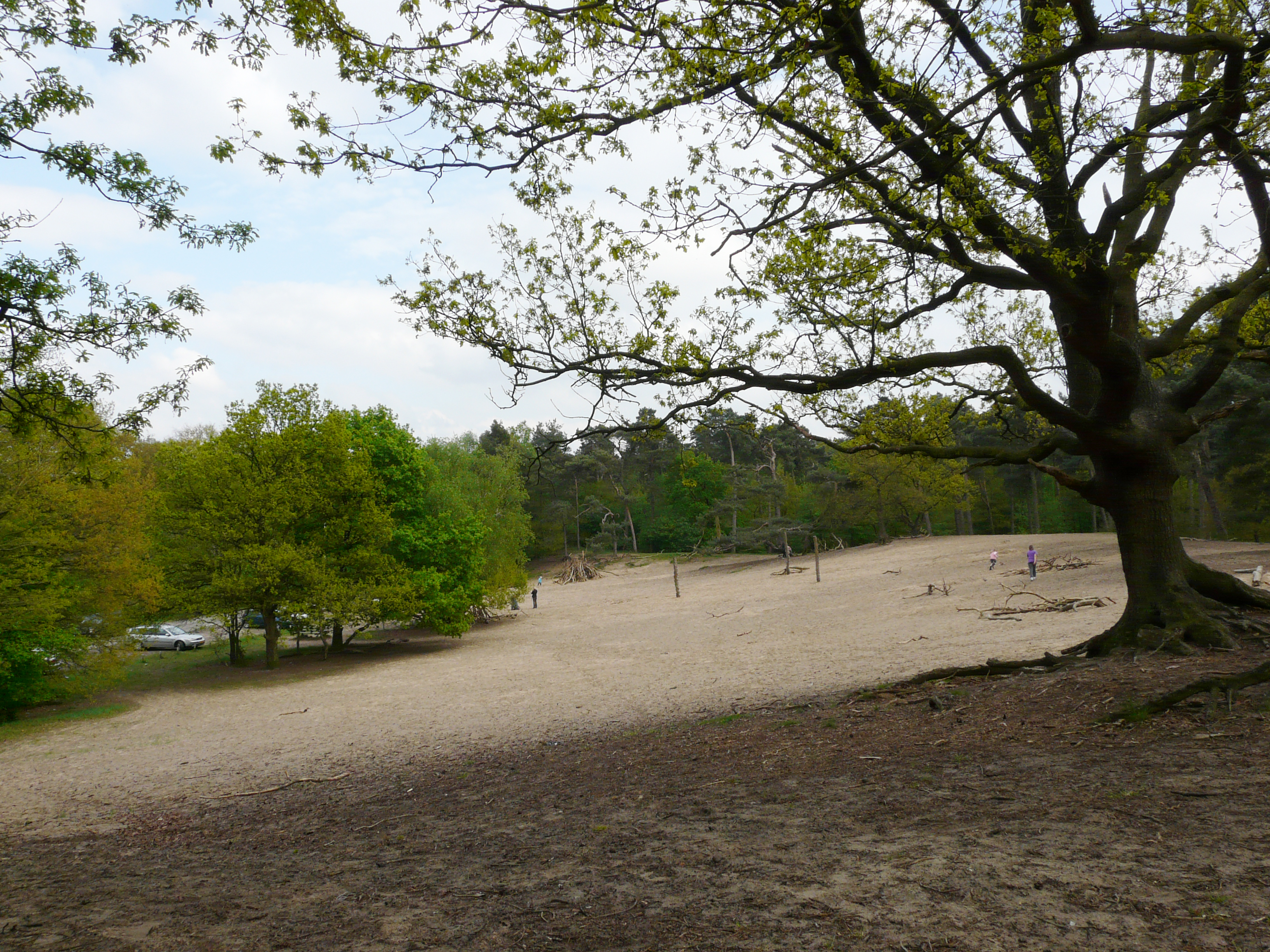
Seterse bergen

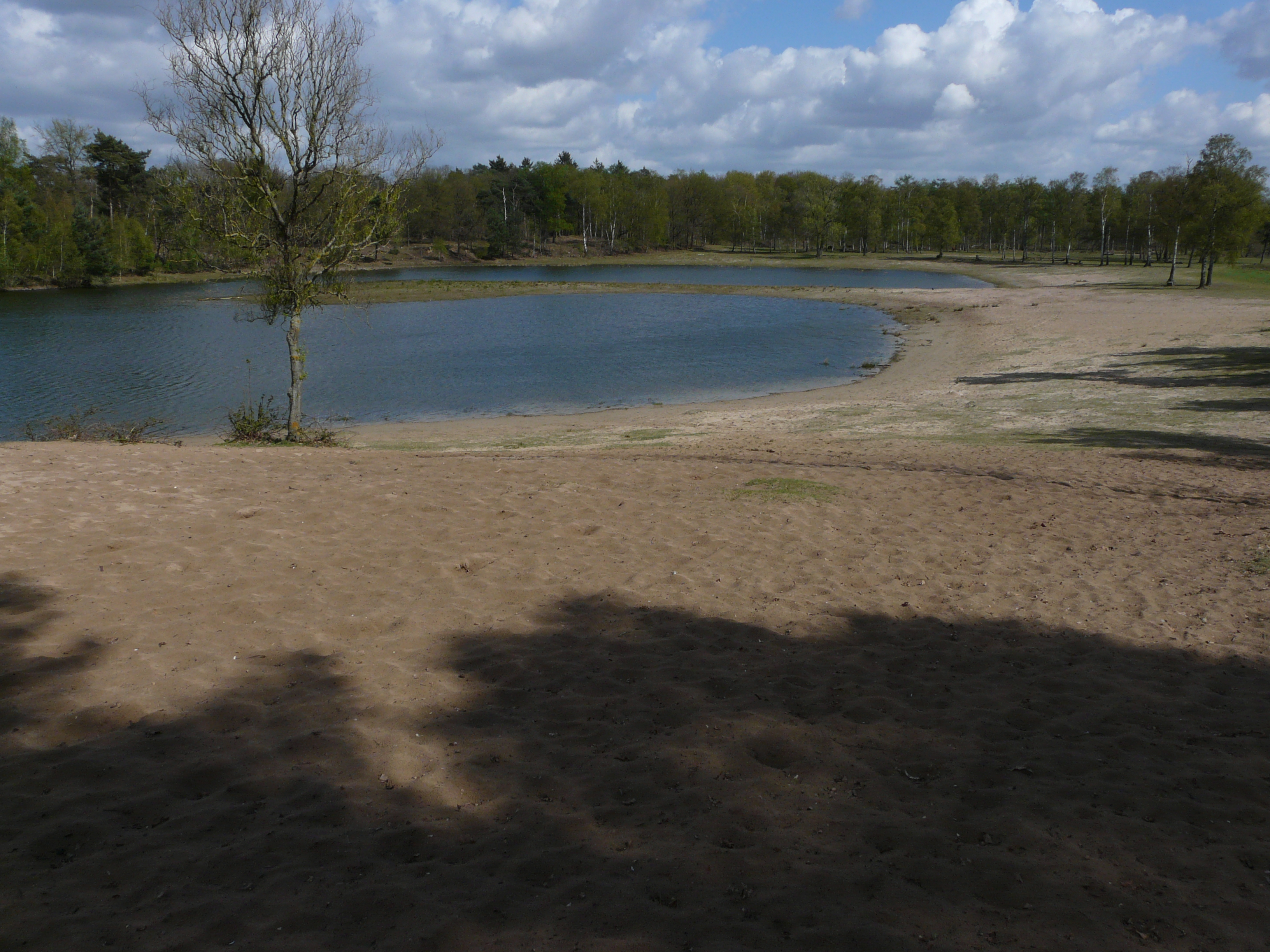
Leemputten (vroegere Surae)

Boswachterij Dorst is de naam van een uitgestrekt bosgebied dat zich bevindt tussen Rijen, Oosterhout, Teteringen en Dorst. Het meet 1.117 ha en is eigendom van Staatsbosbeheer en maakt onderdeel uit van natuurgebied Baronie van Breda.
Het gebied bestaat voornamelijk uit grove dennenbos dat in het begin van de 19e eeuw op heidegebied is aangeplant. Dit gebied stond bekend als Seterse Heide. Omstreeks 1850 werd veel bos weer gekapt, omdat het gebied als militair oefenterrein in gebruik werd genomen. Er ontstonden zandverstuivingen, en de nabijgelegen buurtschap Seters moest zelfs met een eikenhakhoutwal tegen het oprukkende zand worden beschermd. In 1899 kreeg Staatsbosbeheer het gebied in bezit. Het werd opnieuw beplant en de militairen vertrokken naar elders.
Enkele heiderestantjes en loofbosjes liggen verspreid in het gebied. Daarnaast zijn er een aantal leemputten die ontstaan zijn door de activiteiten van de voormalige steenfabriek "De Vijf Eiken", die zich te Rijen bevond. In en nabij die leemputten vindt men een interessante vegetatie met onder meer geelgroene zegge, liggende vleugeltjesbloem en grondster.
Broedvogels zijn: sperwer, boomvalk , buizerd, groene specht, zwarte specht,  grote bonte specht, kleine bonte specht, middelste bonte specht, ijsvogel, kuifmees, putter, keep, sijs, koolmees en pimpelmees. Van de dagvlinders kunnen bruine eikenpage, heideblauwtje, bont dikkopje, groentje en kleine ijsvogelvlinder worden genoemd.
Voor begrazing zijn er eerst Schotse hooglanders ingezet, maar in 2018 zijn die na incidenten met bezoekers weer weggehaald. Eind 2021 is een tiental Galloway-koeien uitgezet om te voorkomen dat de open plekken weer dichtgroeien. Eerder, vanaf voorjaar 2012 is er gedurende twee jaar ook een proef geweest met Exmoorpony's.

## Recreatie
Aangezien de bossen, ondanks hun omvang, sterk door verstedelijkte kernen zijn ingesloten, komen er veel recreanten. Een bekend recreatieterrein in het bosgebied was Natuurbad Surae. Het openluchtbad was gelegen in één der leemkuilen en opgericht in 1927 door de Bredase sportleraar A. Kuyt ("surae" betekent "kuit"). Het is in 1976 door de gemeente Oosterhout overgenomen, vervolgens in verval geraakt en in 2006 gesloten. Het terrein, waar nogal wat opstallen op te vinden waren, is aan de natuur teruggegeven. Ook de omliggende bossen zijn weer gevarieerder gemaakt, zodat de vroegere eenzijdige oriëntatie op houtproductie is doorbroken.
Naar het noordoosten zet de boswachterij zich voort in het natuurgebied De Duiventoren.